# Peleteria pumila
Peleteria pumila är en tvåvingeart som först beskrevs av Robineau-desvoidy 1863.  Peleteria pumila ingår i släktet Peleteria och familjen parasitflugor. Inga underarter finns listade i Catalogue of Life.